# حقابه ایران از هیرمند

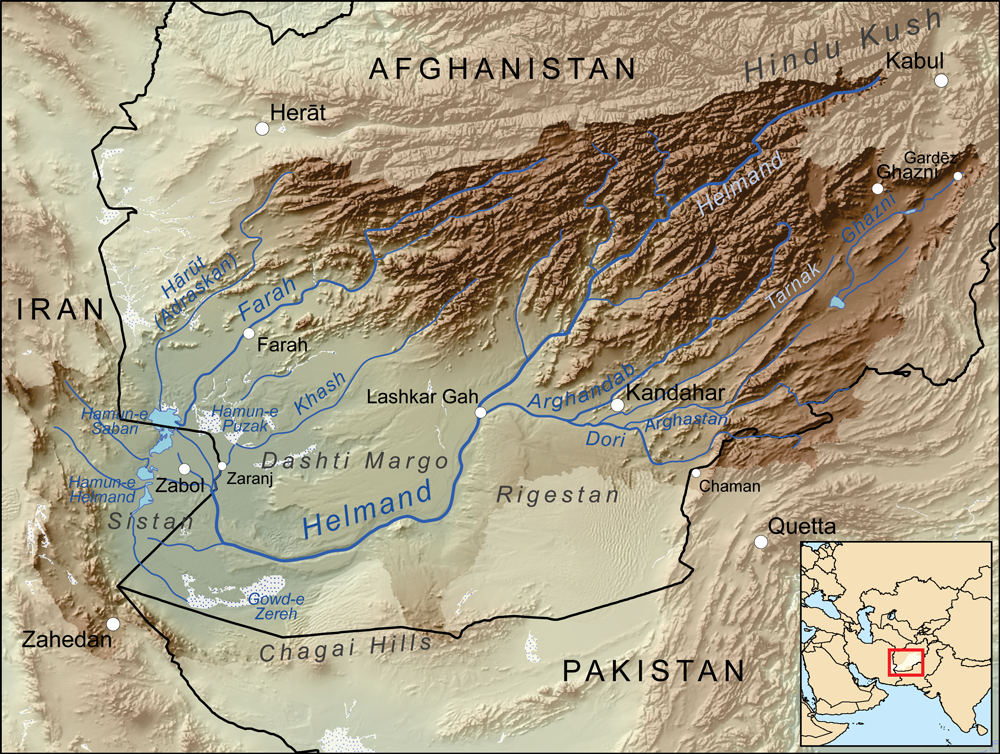
نقشهٔ حوضهٔ آبریز دریاچهٔ هامون و رود هیرمند

حقابهٔ ایران از هیرمند، به دادخواست حقوقی ایران از آب رود هیرمند در منطقهٔ سیستان اشاره دارد. این رود در گذشته در هر دو کشور افغانستان و ایران جاری بوده‌است. جداکردن هرات از ایران در سال ۱۸۵۷ (میلادی) به موجب معاهدهٔ پاریس و خودداری گستردهٔ حاکمیت افغانستان از جاری ساختن رود هیرمند در خاک ایران، مسئلهٔ حقابهٔ رود هیرمند را به یکی از مسائل مهم سیاسی، اجتماعی و زیست‌محیطی دو کشور مبدل ساخته‌است.

## تاریخچه

### دورهقاجار
همواره در مواقع بی‌آبی بین ایرانیان و افغان‌های ساکن حوزه رود هیرمند اختلافات و مناقشاتی به وقوع می‌پیوست و این اختلافات و مناقشات و همچنین اختلافات سرحدی، دولت ایران را وادار کرد که طبق ماده ششم عهدنامه صلح ایران و انگلیس در سال ۱۸۵۷ میلادی، مسئله تقسیم آب هیرمند و مشخص‌سازی مرزها را به حکمیت دولت انگلیس ارجاع کند. این عهدنامه دولت ایران را متعهد کرده بود که کلیه اختلافات خود با دولت افغانستان را به داوری انگلستان ارجاع کند و دولت انگلیس هم تعهد کرده بود این اختلافات را مطابق حق و با در نظر گرفتن حیثیت دولت ایران تصفیه کند.
وزارت امور خارجه انگلستان ژنرال گلد اسمیت را مأمور رسیدگی کرد که در سال ۱۸۷۲ رأی داوری خود را صادر کرد. این رأی که سال بعد مورد قبول دولتین ایران افغانستان واقع شد، تماماً مربوط به تعیین مرزها بود. فقط جمله آخر آن مقرر می‌داشت که هیچ یک از طرفین نباید به عملیاتی مبادرت کند که باعث کسر آب لازم برای آبیاری سواحل هیرمند شود اما به تقاضای دولت افغانستان، وزیر امور خارجه انگلیس با جلب نظر ژنرال گلد اسمیت قرار داوری را به گونه‌ای تفسیر کرد که شامل مجاری فعلی یا قدیمی غیر مستعمل نشود که دولت افغانستان قصد تعمیرشان داشت. جمله مزبور مانع حفر مجاری جدید نمی‌شد، مشروط بر این که مقدار آبی که برای مشروب ساختن قسمت ایران لازم بود کسر نشود.
خلاصه رأی حکمیت گلداسمیت این بود که هر دو کشور ایران و افغانستان باید به طور متساوی‌الطرفین از آب هیرمند برخوردار شوند و اگر افغانستان نهرهایی را که از این رود منشعب می‌شوند آباد کند، نباید به زیان حقابه ایران باشد. اما در اواخر قرن نوزدهم، تغییر مجاری هیرمند باعث بروز اختلافات جدیدی شد و این اختلافات در سال‌های ۱۲۷۹ تا ۱۲۸۱ خورشیدی به سبب کم آبی شدت یافت که در نتیجه دولت ایران بار دیگر بر اساس ماده ششم عهدنامه صلح، از دولت انگلیس تقاضای حکمیت  کرد. در سال ۱۲۸۱ کلنل مک‌ماهون مأمور رسیدگى شد. هم ایران و هم افغانستان شرط گذاشتند که در رأی مک‌ماهون باید نظر گلداسمیت رعایت شود وگرنه حکمیت را نخواهند پذیرفت.
مک‌ماهون در زمستان ۱۲۸۴ رأی خود را داد که از آب هیرمند که به بند کمال خان می‌رسید، دو سوم را به افغانستان و یک سوم را به ایران می‌داد و دولتین ایران و افغانستان را مجاز می‌کرد از نهرهای موجود استفاده کنند و نهرهای متروکه را احیا و نهرهای تازه‌ای احداث کنند، مشروط بر اینکه مقدار آبی که برای آبیاری اراضی هر یک از دو کشور لازم باشد، کم نشود.
وزارت امور خارجه ایران در نامه‌ای به تاریخ بهمن ۱۲۸۳ خورشیدی (هجدهم ذیقعده ۱۳۲۲ قمری) به وزارت خارجه انگلیس به حکمیت مک‌ماهون اعتراض و اعلام کرد که یک سوم آب هیرمند برای ایران کافی نیست و با توجه به میزان زراعت طرفین، بایستی دو سوم به ایران و یک سوم به افغانستان داده شود. همچنین اینکه تنها برای دولت ایران شرط گذاشته شده بود که سهم خود در آب هیرمند را بدون موافقت افغانستان به کشور ثالثی واگذار کند، اما برای افغانستان چنین شرطی گذاشته نشده بود، برای ایران توهین آمیز بود. اعتراض دیگر ایران به این بود که مک‌ماهون مقرر کرده بود یک مهندس دائمی در کنسولگری انگلیس در سیستان به منظور رفع اختلافات آینده حضور داشته باشد و ایران چنین تصمیمی را مغایر با حق حاکمیت ایران می‌دانست. در نتیجه، ایران داوری ژنرال مک‌ماهون را نپذیرفت  و همان قرار تقسیم مساوی آب رسما برقرار ماند. مأمورانی از ایران می‌رفتند و آب را تقسیم می‌کردند، 

### دورهپهلوی

#### رضا شاه
اختلافات و حتی زد و خورد بین ایرانیان سیستان و افغان‌های چخانسور بر سر آب هیرمند ادامه یافت. در زمان رضا شاه پهلوی که دو کشور برای نزدیکی به یکدیگر گام‌هایی برداشتند، از سال ۱۳۱۱ مذاکراتی را در مورد اختلافات بر سر مرزها و حقابه هیرمند آغاز کردند که در سال ۱۳۱۴ به حل اختلافات مرزی انجامید. چون مذاکرات بر سر حقابه هیرمند ممکن بود به طول انجامد، دولتین ایران و افغانستان نمایندگان خود را به محل اعزام کردند که در سوم اسفند (حوت) ۱۳۱۵ با امضای پروتکل موقتی قرار گذاشتند هر مقدار آبی که به بند کمال خان برسد، در پایین‌دست به صورت مساوی میان دو کشور تقسیم شود.
در ششم بهمن (دلو) ۱۳۱۷ مهذب‌الدوله کاظمی سفیر ایران و علی محمد خان وزیر امور خارجه افغانستان در کابل اعلامیه مشترکی امضا کردند که در آن، دو کشور توافق می‌کردند همه ساله هر مقدار آب رودخانه هیرمند که به بند کمال خان می‌رسد، از آن بند به بعد به صورت مساوی میان دو کشور تقسیم شود و در پایین‌دست این بند، نصف حق آبه در مسیر تا رسیدن به مرز مصرف گردد و بقیه به مصرف پایین‌دست در ایران برسد.
براى آنکه از ده چهار برجک تا بند کمال خان، زائد بر مقدار آبی که در آن زمان برده می‌شد مصرف نشود، دولت افغانستان تعهد کرد در فاصله میان ده چهار برجک تا بند کمال خان، آبراه تازه‌ای احداث نکند. همچنین هر دو دولت ایران و افغانستان تعهد کردند هیچ گونه اقدامات و عملیاتی از بند کمال خان تا ده دوست محمد خان و سیخ سرکه که آخرین تقسیم‌گاه آب بود نکنند که باعث کاهش سهم هر یک از طرفین بشود.
مجلس شوراى ملى ایران این اعلامیه را در یازدهم اردیبهشت (ثور) ۱۳۱۸ تصویب کرد اما مجلس افغانستان حاضر به تصویب اعلامیه نشد و در پی آن، افغان‌ها شروع به کندن نهرهای بقرا و سراج به صورت مهندسی شده کردند که ایران را از بخش عمده آب هیرمند محروم کرد. افغان‌ها مسیر آب را در خواجه على و قاضى شیرجان بند آورده و بسوی نهرهای تازه منحرف کرده بودند و اندک آبی هم که از این محل می‌گذشت در بند کوهک فرو می‌رفت.

#### محمدرضا شاه
موضوع کندن نهر در افغانستان و کاهش آب هیرمند برای ایران پس از شهریور ۱۳۲۰ به عرصه عمومی و رسانه‌ها کشید. نخستین هشدار رسمی و علنی را معتصم‌السلطنه فرخ نماینده سیستان در مجلس شورای ملی در سال ۱۳۲۴ داد که با تکذیب سفارت افغانستان در تهران روبرو شد.
بار دیگر محمدعلی منصف نماینده بیرجند و قائنات در نطقی در مجلس شورای ملی به تاریخ دوم اسفند ۱۳۲۴ هشدار داد که افغان‌ها در مسیر رود هیرمند مشغول حفر نهر جدیدی در پانزده کیلومتری جنوب کرشک در ولایت قندهار هستند که پنج تا نه متر عمق دارد، تا ۵۹ متر عرض و بیش از دویست کیلومتر طول دارد که ۲۴ تا ۳۶ هزار کارگر با ماشین‌آلات جدید زیر نظر مهندسان خارجی در آن مشغول به کارند و اگر تمام شود و جریان پیدا کند، «تصور نمی‌کنم که بعداً سیستانی وجود داشته باشد».
شمار بندهایی که افغانستان روی آب هیرمند زد، رو به افزایش گذاشت: بند سراج، بند کز کشک، بند رودبار، بند مهرآباد، بند چهار برجه، بندکمال خان، بند قلعه فتح، بند خوابگاه و یکى دو بند دیگر. آب هیرمند در ایران چنان کاهش چشمگیری یافت که تنها در سال ۱۳۲۶ به مرگ بیش از ۲۴۰۰ رأس گاو و کوچ گسترده اهالی سیستان انجامید. موضوع به رسانه‌ها کشید و اعتراض برانگیخت.
در اوائل سال ۱۳۲۶ دولت ایران پیشنهاد داد برای بررسی موضوع، هیئتى به سرپرستی وزیر کشاورزی به افغانستان بفرستد اما دولت افغانستان نپذیرفت و بازدید هیئت ایرانی از مسیر رود هیرمند را مداخله در امور داخلی خود قلمداد  و اعلام کرد که حتی اگر هیئتی هم بیاید، حاضر به اجرای اعلامیه سال ۱۳۱۷ نیست. ایران هم در مقابل، در مهر ۱۳۱۷ ضرب‌الاجل پانزده روزه‌ای برای افغانستان تعیین کرد که یا حکمیت ژنرال گلداسمیت را بپذیرد یا اعلامیه سال ۱۳۱۷ را وگرنه به هر اقدامی که مقتضی بداند، دست خواهد زد.
با خودداری افغانستان از عمل به این خواسته، دولت ایران تصمیم به شکایت به مراجع بین‌المللی گرفت. اما جورج آلن سفیر امریکا در تهران پا درمیانی کرد و پیشنهاد داد که دولت امریکا برای حل اختلاف ایران و افغانستان بر سر آب هیرمند، میانجی شود. با پذیرش این پیشنهاد، وزیر فوائد عامه افغانستان به واشینگتن رفت و او و سفیر ایران مذاکرات جداگانه‌ای با و میانجی معرفی شده از دولت امریکا کردند.
در ۲۴ اسفند ۱۳۲۶ سفارت ایران در واشینگتن گزارشى از نظریه وزارت خارجه امریکا درباره تقسیم آب هیرمند داد که پیشنهاد می‌کرد کمیسیون فنى سه نفره‌ای از دولت‌های بی‌طرف به انتخاب ایران و افغانستان تمام مسیر هیرمند را در دو کشور ایران بازدید کرده، با مطالعه میزان آب و شمار نهرهایی که از هیرمند منشعب شده و سدها و تأسیساتى که در آن بنا شده و ملاحظه و مراعات قرار‌داد‌هایی که کشورهای دیگر در موارد مشابه بسته‌اند، پیشنهاد خود را به طرفین توصیه کنند و دو دولت ظرف سی روز پذیرش یا عدم پذیرش پیشنهاد را اعلام کنند.
دولت ایران این پیشنهاد را به شرط حضور یک ایرانی در «کمیسیون بی‌طرف» و افزایش مهلت رد و قبول به شصت روز پذیرفت و در ۱۵ فروردین ۱۳۲۷ به امریکا اعلام کرد. همزمان دولت ایران از دولت افغانستان خواست تا زمان حل اختلاف، حفر نهر را متوقف کند.
در همین سال ۱۳۲۷ منصورالسلطنه عدل نماینده ایران در سازمان ملل متحد شکوائیه‌ای علیه افغانستان به شورای امنیت این سازمان درباره توسعه زیرساخت‌های آبی در سوی افغانستان داد. دولت آمریکا وابسته‌ کشاورزی سفارت خود در تهران به نام پولستر را برای تهیه گزارشی موشکافانه از وضعیت سیستان و آب هیرمند به منطقه فرستاد.
برمبنای گزارش پولستر، دولت ایالات متحده آمریکا کمیسیون بی‌طرفی به نام «کمیسیون دلتا» برای راه حل این معضل پیشنهاد کرد. در مارس ۱۹۵۰ سه کارشناس با نام‌های فرانسیسکو دومین گوئز از شیلی، رابرت لوری از آمریکا و کریستوفر نی وب از کانادا برگزیده شدند. برآیند پژوهش این کمیسیون در ۱۹۵۱ (میلادی) گزینش ۶۴۰ میلیون متر مکعب در سال یا ۲۲ متر مکعب در ثانیه برای ایران بود. افغانستان نظر این کمیسیون را پذیرفت  اما چون بعضی قسمت‌های گزارش کمیسیون به ضرر سیستان و قسمت‌هایی از آن مبهم بود و به علاوه نسبت به چند موضوع مورد ادعای دولت ایران اظهارنظر نشده بود، ایران نه پیشنهادهای کمیسیون را پذیرفت و نه رد کرد.
در دوران نخست‌وزیری دکتر مصدق که توجه دولت معطوف به مسئله نفت بود، روند رسیدگی به مطالبات ایران از آب هیرمند پیشرفتی نکرد و سیستان همچنان دچار بحران کمابی بود. پس از سرنگونی دولت مصدق، دوباره این مسئله هم در دستور کار دولت قرار گرفت و هم به محض بازگشایی مجلسین در بهار ۱۳۳۳ از سوی قانونگذاران طرح شد. در مذاکرات مجلس سنا بر سر برنامه دولت سپهبد زاهدی، معتصم‌السلطنه فرخ گفت افغان‌ها به مردم شیب آب، پشتاب، نازوکی و کلنگی اعلام کرده اند که اگر به افغانستان کوچ کنند، به آنها زمین و صد روپیه پول می‌دهند که ۳۶ هزار نفر به افغانستان و عده‌ای هم به گرگان و تهران کوچ کرده‌اند.
در فروردین ۱۳۳۴ و پس از آن‌که بی‌آبی باعث از میان رفتن هفتاد درصد محصول بلوک شیرآب و ده درصد محصول رومیان کنگی شد، سرداران و سران ایلات سیستان و عمده مالکان میان کنگی در تلگراف‌خانه تحصن و خطاب به نخست‌وزیر وقت اعلام کردند که «اگر د‌ر مرکز، عملی مقدور نیست، برای احقاق حق خود و کشیدن سدهای افغان، ما اهالی سیستان شخصاً اقدام نماییم».
متحصنان با ارسال تلگرامهایی به بنگاه مستقل آبیاری و معتصم‌السلطنه فرخ و جمال امامی سناتورهای خراسان و تهران هشدار دادند: «مهاجرت اهالی شدت یافته که هر تعداد کامیون به زابل می‌رسد و مهاجرین را حرکت می‌دهد. بیست و چهار کامیون دیگر پیش فروش شده که به زابل بیاید و مهاجرین را از سیستان منتقل نماید. استدعای توجه عاجل را دارد و اینها کسانی هستند که به داخل مهاجرت می‌نمایند اما عده‌ای که به کشور افغانستان فرار می‌کنند، خیلی بیشتر از اینهاست و اگر قریباً فکری نشود، سیستان خالی از سکنه خواهد شد. آب رودخانه هیرمند ساعت به ساعت رو به کاهش می‌رود. مقدار آبی که قبلاً طرف ایران می‌آید، مختصر زه‌آب گندیده سبز رنگ بیش نیست که برای مصرف یک بخش هم کافی نمی‌باشد. منتظر اقدامات مقامات صلاحیت‌دار زابل بودیم و تاکنون بنا به توصیه آنان از شکایت خودداری کردیم و مردم را به زبان و وعده و وعید از متواری شدن مانع شدیم. متأسفانه اکنون نتیجه اقدامات دوایر محلی برای ما روشن نشده، روز به روز بر خشکی محصول افزوده می‌شود. عنان اختیار از دست ما مالکان به در رفته و ساعت به ساعت کامیون‌های زارعین به خارج از سیستان روانه می‌باشد. اگر اقدامات مؤثر و سریع برای اضافه شدن آب هیرمند و ول کردن آب از طرف افغان‌ها به عمل نیاید، محققاً زابل به ویرانه تبدیل می‌شود».
در پی این شکایت، هیئتی از طرف دولت به سیستان فرستاده شد و در نتیجه کوشش‌های دولت، آب هیرمند باز شد. سرانجام در ۲۲ اسفند ۱۳۵۱ گزارش کمیسیون دلتا میان امیرعباس هویدا، نخست‌وزیر آن هنگام ایران و محمد موسی شفیق، نخست‌وزیر آن هنگام افغانستان در کابل به امضاء رسید و مقرر شد در هر ثانیه ۲۶ مترمکعب آب (معادل ۸۵۰ میلیون مترمکعب در سال) سهم سیستان و دریاچه هامون باشد  که جمع ۲۲ متر مکعب آب در ثانیه بر پایه گزارش کمیسیون دلتا و چهار متر مکعب آب در ثانیه به عنوان «حسن نیت و علایق برادرانه» بود. با این توافق سهم دریاچه هامون و مردم سیستان در پایین‌دست رود هلمند به نزدیک یک هفتم قبل از آن که در سال ۱۳۱۷ توافق شده بود کاهش یافت.
در مورد هریرود بین دو کشور قراردادی وجود ندارد اما معاهده حقابه میان افغانستان و ایران مربوط به هیرمند در اسفند ماه ۱۳۵۱ به امضای نخست وزیران هر دو کشور رسیده است. در خرداد ماه ۱۳۵۲ هر دو مجلس قانون‌گذاری دو کشور آن را تصویب کردند. اسنادی که باید در این رابطه میان دوکشور مبادله می‌شد، به‌دلیل کودتای ۲۶تیر ماه سردار محمد‌داوود معطل شد و بالاخره در سال ۱۳۵۶ این اسناد نیز مبادله شد. مفاد این معاهده تا امروز نیز به قوت خود باقی است. با عقد این معاهده وضعیت حقوقی حوزه رودخانه هیرمند میان دو کشور مشخص شده است. بر‌اساس این معاهده، حقابه‌ ایران ۲۶ متر مکعب در ثانیه آن‌هم در سال‌های معمولی ونرمال آبی می‌باشد. این معاهده، سال معمولی و نرمال آبی را نیز تعریف کرده است که براساس سنجش مرکز سنجش دهراوود مشخص می‌شود و آن هم طوری است که یک سال نرمال آبی در حوزه دریایی هیرمند چیزی حدود شش میلیارد و ۵۰۰ میلیون مترمکعب آب می‌باشد. براساس محاسبه حقابه ایران سالانه به ۸۲۰ میلیون مترمکعب می‌رسد. در ماده پنجم این معاهده، نوشته شده است که افغانستان با حفظ حقابه ایران، حق هرگونه استفاده از رود هیرمند را دارد. همچنان پیش‌بینی شده که ایران حق استفاده اضافه از آن‌چه که مشخص شده، ولو که هیرمند پرآب هم باشد را ندارد.

### دورهجمهوری اسلامی
نشست دو روزه «کمیساران آب هیرمند» در تاریخ ۲۵ و ۲۶ بهمن ۱۴۰۲ با حضور نمایندگان ایران و افغانستان در شهر زابل برگزار شد. در این نشست، نمایندگان ایران گزارشی درباره عدم دریافت حق‌آبه هیرمند در سال‌های اخیر و مشکلات فنی سازه‌های احداثی افغانستان در مسیر این رودخانه، به ویژه اصلاح سد کمال‌خان ارائه دادند. نمایندگان افغانستان عدم تامین حق‌آبه را به خشکسالی‌های شدید در کشور خود مرتبط دانستند. این نشست با وجود پافشاری نمایندگان ایران برای اتخاذ تصمیم‌های لازم برای رفع موانع و ارائه برنامه زمانبندی برای رهاسازی آب برای تأمین حق‌آبه، مانند نشست‌های سال‌های گذشته بدون نتیجه پایان یافت. عدم جریان حق‌آبه رود هیرمند در سال‌های اخیر باعث خشکسالی و بروز مشکلات در استان سیستان و بلوچستان شده است.

## علت‌ها و پیامدها
علی‌رغم انعقاد قرارداد حقآبه هیرمند، از اواخر دهه ۱۳۷۰ (خورشیدی) و هم‌زمان با کاهش بارش سالانه و گسترش خشکسالی بر سیستان، میزان ورودی آب رود هیرمند به دریاچه هامون مرتباً کاهش یافت. انتقال آب هامون جهت استفاده در شهر زاهدان توسط خط لوله و انتقال و ذخیره اندازه زیادی از آب دریاچه هامون به چاه‌های نیمه زابل و همچنین استفاده آب هامون برای کشاورزی از عوامل اصلی خشکی هامون می‌باشد. نبود دولت قدرتمند در افغانستان، ساخت بند کجکی بر روی هیرمند، نصب و به‌کارگیری انواع پمپ در مسیر رود هیرمند برای کشاورزی در افغانستان خشک شدن دریاچه هامون (که هفتمین تالاب بین‌المللی جهان است) را در پی داشته‌است. این مسئله موجب قطع منبع زندگی ۴۰۰ هزار سیستانی، کاهش چشمگیر پرندگان بومی سیستان، رو به انقراض نهادن گاو سیستانی، تنگدستی و ناامنی‌های متعاقب آن به واسطه فعالیت قاچاق مواد مخدر و گروه‌های تروریستی، مهاجرت گسترده سیستانیان به مناطق شمالی ایران به  خصوص  استان گلستان  و زوال روزافزون صنایع دستی سیستان شده‌است.

## دیدگاه مخالفان
علی‌رغم داوری صریح در خصوص مستحق دانستن ایران از آب هیرمند، محمداعظم سیستانی، سیستان‌پژوه افغان و از چهره‌های اجتماعی افغانستان، این حکمیت را در راستای سیاست‌های استعمارانه بریتانیا (حفظ خاک ایران به منظور تسلط بر هند در مقابل تهدیدات روسیه) و در جهت برقراری خصومت همیشگی میان افغانستان و ایران دانسته‌است.